# 手配旅行
手配旅行（てはいりょこう）とは、日本の旅行業法に定められた旅行契約形態のひとつ。手配旅行約款に基づいて実施される旅行形態である。

## 概要
旅行業法では、旅行会社（旅行代理業者を含む）が、旅行者の委託により、旅行者が運送・宿泊機関等のサービスの提供を受けることができるように、旅行者のために代理、媒介又は取次をする契約を指す。
乗車券、航空券、宿泊（券）等の予約・販売を、旅行者の求めに応じて旅行会社が手配する形態が手配旅行である。手配する機関・施設の数は問題ではなく、単独の手配でも複数を組み合わせた手配でも、以下に述べる条件を満たしていれば手配旅行とみなされる。 
楽天トラベル、一休.com、エクスペディアなどの宿泊予約サイトによる宿泊予約についても、それら運営元が旅行業者として宿泊施設に予約を媒介する「手配旅行（募集型手配旅行）」として取り扱われているケースが多い。

## 特徴

### 委任契約
旅行業法では、手配旅行とは旅行業者または旅行代理業者が、旅行者または運送機関や宿泊施設等のために、それらのサービスの提供について代理して契約を締結し、媒介をし、または取次ぎをすることをいうと定義されており、民法上の委任契約にあたるとされている。

### 旅行代金内訳の明示
企画旅行は企画する旅行業者（以下、企画会社）が、運送・宿泊・観光などを仕入れて組み合わせたパッケージ（パックツアー）であるのに対し、手配旅行は旅行者が旅行業者・旅行代理業者に対する依頼による運送・宿泊・観光などの細目ごとの手配である。したがって、旅行代金は全体での包括表示ではなくそれぞれの細目ごとの費用内訳が明示されなくてはならない。

### 原価と手数料の分離表示
手配旅行の費用内訳においては運送・宿泊等のサービス提供機関への支払額（JR券や航空券代金、宿泊費など）に旅行会社の収益を加えて旅行代金と表示してはならず、旅行会社の収益は別途、旅行業法第12条と旅行業法施行規則第21条の取り決めの則った旅行業務取扱料金を明示し、合計額を旅行代金とする事となる。取消の場合はサービス提供機関の定めた取消料と旅行会社の変更手続料金が必要になる。

## 企画旅行との違い

### 誰が計画を立てるのか
企画旅行では旅行の計画を立てるのが企画会社であるのに対し、手配旅行では旅行の計画を立てるのは旅行者自身である。したがって、手配旅行においては旅行会社の企画的要素は存在しない。これが最大の相違点である。

### 義務と責任
企画旅行との違いに旅程保証や特別補償の有無がある。
旅行会社は手配旅行契約による手配を行うにあたっては善良なる管理者の注意義務をもって業務を遂行しなくてはならない。すなわち手配旅行においては民法でいう善管注意義務は存在するが、企画旅行にあるような旅程管理、旅程保証、特別補償の責任はない。手配旅行では予約が取れなかった場合でも、旅行会社に過失がなく考えられる最大限の努力をしたのであれば、旅行会社に予約確保の義務はない。
また、予約した便が当日急に運休となった場合でも（善管注意義務により運休になったことを旅行者に通知する努力は必要であるが）旅行者からの依頼がない限り契約を媒介した旅行業者が代替便を手配する責任はない。

## 手配旅行のようにも見える企画旅行

### フリープラン
フリープランと呼ばれる旅行商品は手配旅行ではなく募集型企画旅行である。フリープランは通常、旅行者が交通や宿泊、時には観光も内容を選択して組み合わせるものが多く、細目ごとの代金内訳も明示されているので一見手配旅行のように見える。しかし、
1. パンフレットの中で選んでいるだけである = 旅行を企画したのは旅行会社である
2. 団体料金や旅行会社の契約料金が適用されている = 旅行会社の独自の仕入がなされている
3. 細目ごとの旅行代金は原価ではない = 原価と手数料が分離表示されていない

以上の3点で明らかに手配旅行ではなく、旅行者に選択させる要素を持たせた募集型企画旅行といえる。格安で東海道新幹線を利用できる「ぷらっとこだま」についても募集型企画旅行商品である。

### 宿泊プラン
フリープランに似たものに「宿泊プラン」と呼ばれるものがある。「（大学）受験生の宿」「XXXホテル宿泊プラン」「温泉旅館に泊まる」といった、宿泊のみのパンフレットで募集しているものである。
パンフレットとなっているものは殆どが「募集型企画旅行」である（手配旅行扱いとしている商品もある）。
この分野に関しては、商品によって企画旅行と手配旅行に分かれているが、これはどちらの扱いでも良いとされている。印刷物や予約サイトに提示された金額で予約の媒介ないし料金（クーポン）の収受をし、それに対する送客手数料を宿泊施設から収受するというやり方を取れば手配旅行でかまわない。ただ当然ながら募集広告にあたるパンフレットや契約時には企画か手配の区別は明らかにしなくてはならない。
募集型企画旅行では毎日何室かの空室をパッケージツアー（宿泊プラン）用に“在庫”として仕入れるケースが“パッケージ”の構造上一般的であり、旅程管理・旅程保証・特別補償という責任や負担が企画会社にかかってくるが、旅行代理業者による受託販売が可能になる・募集型企画旅行としての取消料が収受できるなど販売上のメリットが大きいと判断している企画会社が多いようである。但し、一度パンフレット類に提示した企画旅行代金は募集期間が満了するまでは訂正することが原則出来ないため、実際の売れ行きが芳しいので値下げしたい場合でも変更することはできない。このため、パッケージツアーとして繁閑日に応じて代金を細分化している商品が目立つ。
一方、手配旅行の場合は利用客のリクエストに応じて宿泊予約を取り次ぐだけなので、販売機会ロス（満室）の懸念は固有在庫を抱えるパッケージツアーよりも強いが在庫を抱える概念がない・手配先（宿泊施設）の求めに応じて柔軟な価格変更ができるといった利点がある。

### ツアーバス
大手旅行会社では高速バスの乗車券に加えて、ツアーバスによる旅行（移動）を取り扱っていることがあった。1990年代前半までは一般乗合旅客自動車運送事業に当たる路線バス（高速路線バス）のみ存在し、この乗車券をバス会社に手配して売り捌くことは手配旅行となる。一方ツアーバスは1990年代後半から徐々に台頭するようになったが、こちらは募集型企画旅行の仕組みで売り出されている。企画会社（主催元）が観光バス（貸切バス）を有する会社とバスのチャーター契約を結び、企画会社が直販あるいは受託販売ルートを通じて参加者を集め、参加者は移動対価に当たる旅行代金を企画会社に支払い、企画会社はバス会社に対して取り決めしたチャーター代を支払うする形態である。
「都市間をバスで移動するのに用いられる」という面においては路線バスに該当する高速バスと遜色がないため、利用者側は両者をあまり区分しない傾向があるが、運行面での法規制とそれに起因する安全面の配慮は大きく異なる。この企画旅行形態そのものは前出の「ぷらっとこだま」の輸送手段をチャーターバスに置き換えたものとイメージして差し支えない。
路線運行を行う高速バスとの差が問題視される中で、ツアーバスによる関越自動車道高速バス居眠り運転事故が発生した結果として、2013年7月31日に「新高速乗合バス」制度が施行され、観光の伴わないツアーバスの運行は廃されることとなった。